# Presa Von Bach
La presa de Von Bach, originalmente la presa de Sartorius von Bach es una presa de terraplén llena de rocas en el río Swakop, cerca de Okahandja, en la región de Otjozondjupa de Namibia. Construida en 1968 y puesta en servicio en 1970, la presa proporciona a Windhoek, la capital de Namibia, gran parte del agua de la ciudad. También abastece a Okahandja. La presa tiene una capacidad de 48,56 millones de metros cúbicos. El agua del embalse se envía directamente a una planta de tratamiento de agua situada aguas abajo. La planta de tratamiento fue completada en 1971 y mejorada en 1997.